# Javier Arriaga
Javier Arriaga (1932. május 26. – 2003. augusztus 27.) mexikói nemzetközi labdarúgó-játékvezető, sportvezető, a CONCACAF Játékvezető Bizottságának az elnöke.

## Pályafutása

### Nemzetközi játékvezetés
A Mexikói labdarúgó-szövetség Játékvezető Bizottsága (JB) terjesztette fel nemzetközi játékvezetőnek, a Nemzetközi Labdarúgó-szövetség (FIFA) bíróinak keretébe. A FIFA JB központi nyelvei közül a spanyolt beszéli. Több válogatott és nemzetközi klubmérkőzést vezetett, vagy működő társának partbíróként segített.

## Sportvezetőként
1964-ben a Mexikói labdarúgó-szövetség JB-nek, 1968-tól a Észak- és Közép-amerikai, Karibi Labdarúgó-szövetségek Konföderációja (CONCACAF) JB-nek az elnöke. 1969-től a FIFA JB-nek dél-amerikai nemzetközi igazgatója, pozícióját 1990-ig 21 éven keresztül eredményes tevékenységgel töltötte be. Mexikóvárosban a XIX., 1968. évi nyári olimpiai játékok labdarúgó tornáján a FIFA JB egyik vezetője.

## Szakmai sikerek
1996. július 3. és július 4. Zürichben a FIFA 50. soros kongresszusán az Order of Merit Awards, az úgynevezett FIFA érdemrendet adományozta részére - a szervezet legrangosabb elismerését minden évben a hat kontinentális konföderáció és a FIFA egy-egy jelöltje kapja.

## Családi kapcsolat
Lányát Edgardo Codesal Méndez FIFA játékvezető vette feleségül, aki ezért Uruguayból Mexikóba költözött.